# Площа Миру (Сіверськодонецьк)
Площа Миру — центральний майдан Сіверськодонецька. Розташований на перетині Центрального проспекту і бульвару Незалежності України. На площі розташований будинок центральних міських органів влади і Палац культури Хіміків.
Площа забудована в 1950-х роках та отримала назву Радянська. Запроєктована в рамках генерального плану забудови нового міста, створеного в харківському інституті «Містбудпроєкт». Розташована на центральній вулиці — бульварі Незалежності України.
По трьох кутах площі були побудовані будинки з червоної цегли, з сірими бетонними елементами декору. Авторами проєктів були Віра Монтлевич та Підгорна. На південній стороні площі 1955 року була споруджена триповерхова будівля міської ради. 1959 року на північній частині площі почали будувати новий Палац культури хіміків на 1100 місць, будівництво було закінчено 1967 року.
З 1956 року на площі відбувалися комуністичні демонстрації, присвячені 1 травня та 7 листопада. У квітні 1960 року на площі було встановлено пам'ятник Леніну, який простояв до 23 серпня 2014 року, коли був знесений..
У 2015 році на кутку площі поблизу міської ради було встановлено погруддя генерал-майора Олександра Радієвського, який командував звільненням міста від російських бойовиків та загинув у сусідньому Лисичанську. Погруддя було урочисто відкрито 22 липня 2015 року президентом України Петром Порошенком під час візиту з нагоди представлення нового голови Луганської ВЦА та відзначення річниці звільнення міста від збройних формувань ЛНР. Після окупації міста російськими військами 2022 року окупанти сплюндрували цей пам'ятник